# Badonviller
Badonviller este o comună franceză situată în departamentul Meurthe-et-Moselle, în regiunea Grand Est.
Fost sat industrial, cunoscut pentru fabrica sa de faianță, Badonviller este, de la legea din 8 iulie 1879, reședința cantonului Badonviller, care reunește 12 comune, după scindarea cantonului Baccarat. Face parte, de asemenea, din comunitatea de comune Badonvillois de la crearea acesteia, pe 6 decembrie 2001.

## Geografie
Badonviller se află pe primele contraforturi ale masivului Vosgi, pe cel mai scurt drum de la Nancy la Strasbourg, la aproximativ 15 kilometri de Baccarat și la 30 de Lunéville. Comuna este traversată de un afluent al râului Vezouze, numit Blette.

### Comune limitrofe
| Neuviller-lès-Badonviller Ancerviller | Montreux | Bréménil      |
| Saint-Maurice-aux-Forges              |          | Angomont      |
| Fenneviller Pexonne                   | Pexonne  | Pierre-Percée |

### Hidrografie
Comuna se află în bazinul hidrografic al Rinului, în cadrul bazinului Rin-Meuse. Este traversată de râul Blette, pârâul France și pârâul Brême.
Râul Blette, cu o lungime de 23 km, izvorăște din comună și se varsă în râul Vezouze la Herbéviller, după ce traversează șase comune.

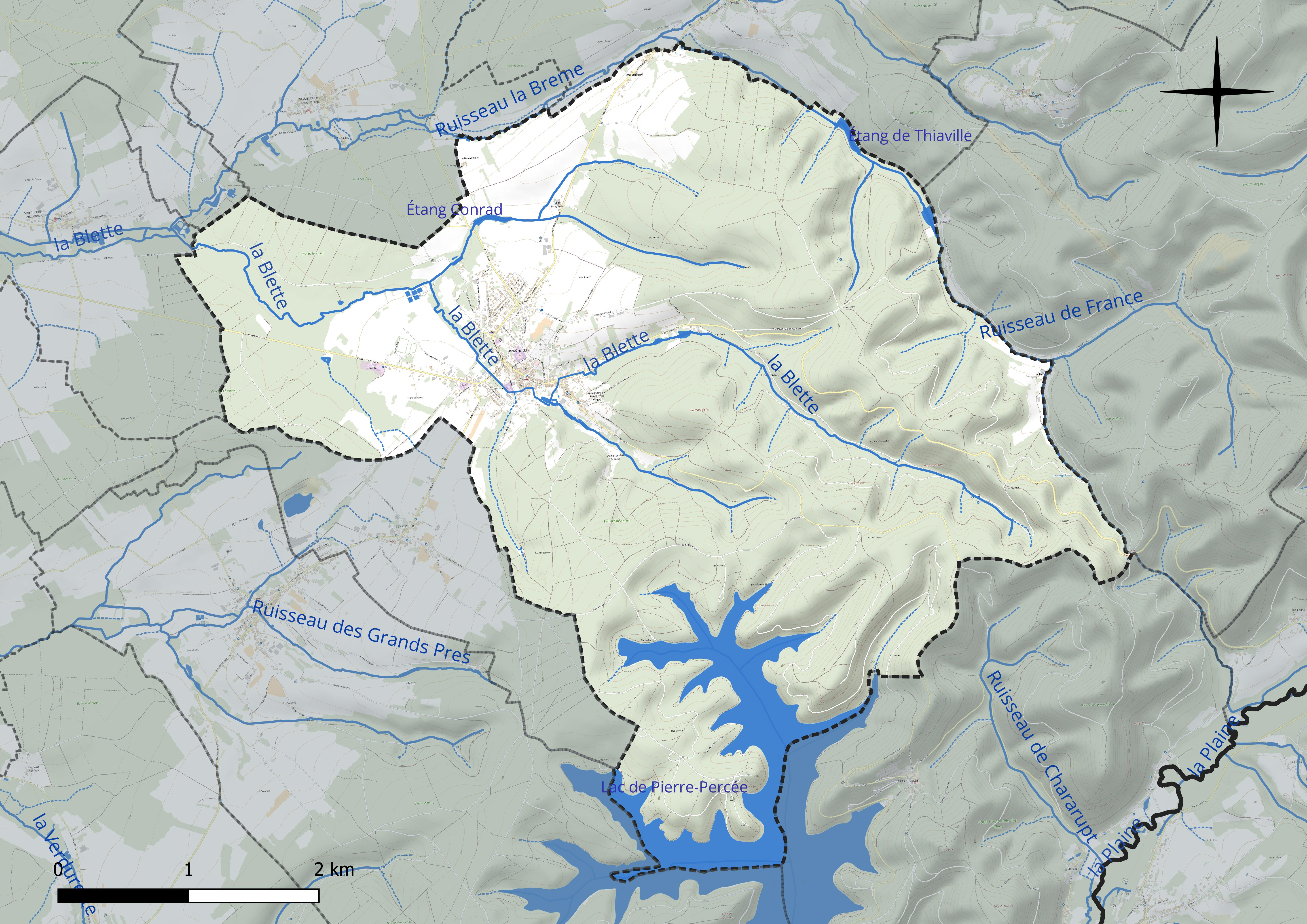
Badonviller - rețeaua hidrografică.

Trei lacuri completează rețeaua hidrografică: lacul Pierre-Percée, cu o suprafață totală de 303,4 ha (113,7 ha pe teritoriul comunei), iazul Conrad (1,1 ha) și iazul Thiaville (1,6 ha).

### Climă
În 2010, clima comunei era de tip climat montan, conform unui studiu al Centrului Național de Cercetare Științifică bazat pe o serie de date care acoperă perioada 1971-2000. În 2020, Météo-France publică o tipologie a climei din Franța metropolitană în care comuna este expusă unui climat semi-continental și se află în regiunea climatică Vosgi, caracterizată de o pluviometrie foarte ridicată (1.500 până la 2.000 mm/an) în toate anotimpurile și o iarnă aspră (sub 1 °C).
Pentru perioada 1971-2000, temperatura medie anuală este de 9,4 °C, cu o amplitudine termică anuală de 16,9 °C. Cantitatea medie anuală de precipitații este de 1 025 mm, cu 12,9 zile de precipitații în ianuarie și 10,2 zile în iulie. Pentru perioada 1991-2020, temperatura medie anuală observată la stația meteorologică situată în comună este de 10,2 °C, iar cantitatea medie anuală de precipitații este de 1 066,3 mm.
Pentru viitor, parametrii climatici estimati pentru comună, pentru anul 2050, conform diferitelor scenarii de emisii de gaze cu efect de seră, pot fi consultati pe un site dedicat publicat de Météo-France în noiembrie 2022.

## Urbanism

### Tipologie
La 1 ianuarie 2024, Badonviller este clasificat ca târg rural, conform noii grile comunale de densitate pe șapte niveluri definită de INSEE (Institutul Național de Statistică și Studii Economice) în 2022. Este situat în afara unității urbane și în afara zonei metropolitane a orașelor.

### Utilizarea terenului
Ocuparea solului în comună, așa cum reiese din baza de date europeană de ocupare biofizică a solului Corine Land Cover (CLC), este marcată de importanța pădurilor și a mediilor semi-naturale (77% în 2018), o proporție sensibil echivalentă cu cea din 1990 (77,1%). Distribuția detaliată în 2018 este următoarea: păduri (77%), terenuri arabile (6,4%), zone agricole eterogene (6,1%), ape continentale (4,8%), zone urbanizate (3,3%), pajiști (1,3%), zone industriale sau comerciale și rețele de comunicații (1,1%). Evoluția ocupării terenurilor în comună și a infrastructurilor sale poate fi observată pe diferitele reprezentări cartografice ale teritoriului: harta Cassini (secolul XVIII), harta de stat-major (1820-1866) și hărțile sau fotografiile aeriene ale IGN pentru perioada actuală (1950 până în prezent).

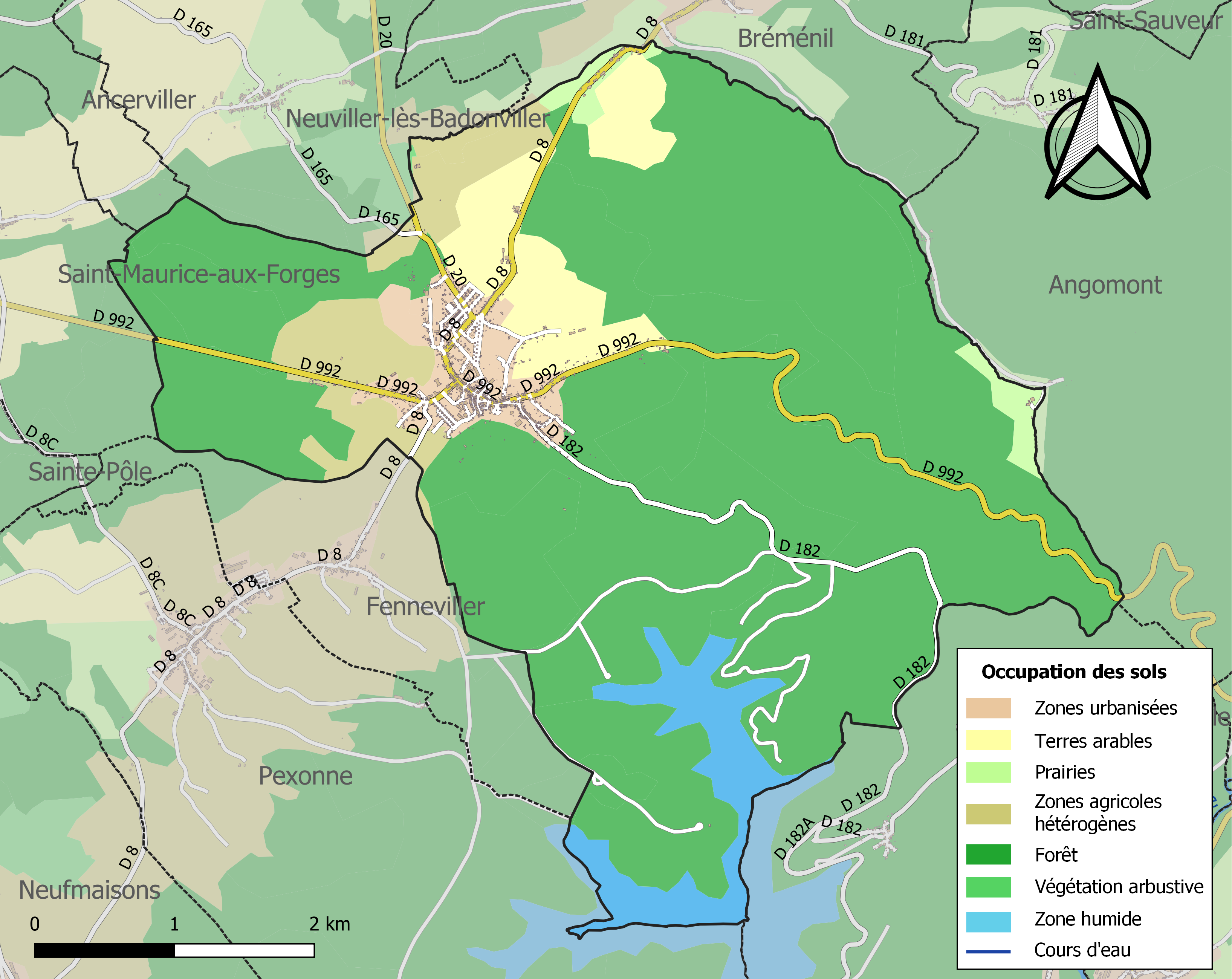
Harta infrastructurii și utilizării terenului a comunei în 2018 (CLC).

## Toponimie
Numele localității este atestat sub formele Alodum Baddonviler și Baudonviler; Rainerus de Baldovillari (1124); Baudonvilier (1357); Baudoviller (secolul al XIII-lea); Baudonvilleir (1386); Bodonvillare (secolul al XIV-lea); La chastellerie et forteresse de Baudonviller (1416); Baltzweiler (1552); Pfaltzweiller (1665); Badonisvillare (1778); Satul figurează pe harta Cassini, sub numele de Baudonviller.
Phaltzwiller în 1665, ca și Baltzweiler și Badenweiler, sunt denumirile în germană.
Albert Dauzat și Charles Rostaing au propus un etimon de persoană germanică Baldo, cu sufixul roman -villare „fermă”.
Conform lui Augustin Calmet și cohortei de erudiți loreni din secolul al XIX-lea, Badonviller (Bodonis villa), numele său ar proveni din ilustra familie Bodo, și în special de la sfântul Bodon sau Leudin Bodon, al 17-lea episcop de Toul care a trăit în jurul secolului al VII-lea și al cărui patrimoniu era această vilă sau domeniu. Aparentul dezacord lingvistic asupra explicației toponimului ar proveni dintr-o diferență notabilă între numele simplificat al prelatului Bodo în latina medievală (limba scrisă monopolistă) și limbile vernaculare din secolele al IX-lea și al X-lea, tudescul sau germana veche șvabă a cavaleriei locale, și adaptările sale în graiul romanic, care vor deveni după secolul al XII-lea la nivel vehicular, romana lorenă și, la nivel vernacular, patois-ul piemontului loren de Badonvillers, unde a se pronunță adesea ca sunetul o în franceză.
Variațiile toponimice începând cu secolul al XVI-lea trebuie luate cu precauție: sunt uneori adaptări suspecte sau invenții literare pure ale Renașterii, de către umaniști pasionați de latina clasică, ca și de multiple limbi romanice.

## Istorie

### Evul Mediu
Bodonis Villa este centrul unui mare domeniu merovingian. Este condus de o puternică familie Leudes, posesoare de pământuri în sud-vestul Austrasiei și nordul Burgundiei. Un membru al acestei familii, Leudinus Bodo, își încheie cariera preluând cârja și mitra episcopatului de Toul. Pentru a-și încheia viața exemplară, decide să creeze o mare mănăstire, Bodonis monasterium, din posesiunile sale care mărginesc piemontul vosgian și o parte a munților vecini. Aceasta este originea mănăstirii Bodonmoutier, probabil dezmembrată de Pepinide, înainte de a reapărea, printr-o reconstrucție parțială, sub forma abației Saint-Sauveur.
În epoca carolingiană, Badonviller nu mai este decât un modest centru de putere, un târg care guvernează o regiune țărănească, sub tutela temporală a episcopului de Metz. Dar după tulburările din secolul al X-lea, diverse familii de cavaleri alsacieni și șvabi tind să-și impună dominația, cu sau fără acordul autorității din Metz, solicitând uneori sprijinul spiritual al episcopatului de Toul.
Ținutul, împreună cu cel al Blâmontului, face parte dintr-un teritoriu administrat de castelanii de Pierre-Longue, care la mijlocul secolului al XI-lea se află sub autoritatea conților de Langenstein sau Langstein (Pierre-Longue în franceza veche), înainte de a trece după 1140 la casa de Salm. Lungul război purtat în jurul anului 1135 de episcopul de Metz, Étienne de Bar, împotriva ducelui de Lorena se încheie cu asediul timp de un an al capitalei Pierre-Longue (care se va numi de acum înainte Pierre-Percée, datorită tentativei de a săpa o fântână și de a amenaja o cisternă pentru apa de ploaie) și confiscarea provizorie a pământurilor comitatului de Salm, deoarece defunctul conte Hermann al II-lea, odinioară omul episcopului și pus de acesta în fruntea moșiei Senones, a devenit trădător urmându-l pe ducele de Lorena.
Badonviller, târg ideal situat pe piemontul vosgian și ales de episcopul de Metz, tutorele moștenitorului captiv, Henri, care este și nepotul său prin mama sa Agnès, a profitat de decăderea administrativă a Pierre-Percée. Se impune rapid ca capitală a comitatului de Salm. Linia conților o fortifică și o apără mai târziu împotriva pretențiilor seniori de Blâmont, proveniți dintr-o ramură cadetă a casei de Salm, în secolele al XIII-lea și la începutul secolului al XIV-lea.
Badonviller este deja o fortăreață în secolul al XIII-lea.

### Epoca modernă

#### Reforma și exodul protestanților
Ascensiunea Badonvillerului, capitală și reședință a conților de Salm, este remarcabilă în secolul al XVI-lea și mai ales la sfârșitul secolului al XVI-lea, perioadă în care se bat monede și medalioane. Parohia înființată în secolul al XIV-lea este dedicată Sfântului Martin. Există două faubourguri (suburbii), Haut-faubourg și faubourg d'Allemagne. Badonviller pe râul Blette se află la 1,5 leghe de Blâmont, 2,5 leghe de Raon-L'Étape, 3 leghe de Étival, 5 leghe de Senones, 7 leghe de Lunéville...
În 1518, familia princiară a conților de Salm, în special cea a lui Philippe-François, urmează curentul Reformei luterane, fără a obliga însă populația la această alegere. Dar pastorii luterani ai templului princiar nu încetează să predice. Badonviller, capitala comitatului, are o populație de protestanți reformați și din ce în ce mai puțini catolici care coexistă pașnic. Cu toate acestea, reforma scapă în jurul anului 1550 prințului și pastorilor luterani oficiali, poporul și religioșii optând masiv pentru calvinism.
Căsătoria din 1597 a lui François de Vaudémont, fiul intransigentului duce catolic Carol al III-lea, cu Christine de Salm, una dintre moștenitoarele comitatului de Salm, provoacă o situație inedită, deoarece celălalt moștenitor, Philippe-Othon de Salm, se convertește la catolicism după o călătorie la Roma în compania cardinalului de Lorena în 1591. Împărțirea comitatului în 1598, cu Badonviller ca capitală, nu clarifică viitorul religios. Ajunși la putere, conții loreni de Salm, ca și principele de Salm, onorat cu titlul de grof și principe al Imperiului în 1621 pentru întoarcerea sa în tabăra catolică, fundament al partidului Habsburgic, trebuie să purifice erezia.
Se străduiesc ei cu prudență să-și convertească toți supușii la catolicism? François de Vaudémont devine nerăbdător de lenta recucerire tridentină și, trecând peste avizul măsurat al episcopului de Toul, îi cere papei Grigore al XV-lea un vicar apostolic. Astfel, obține intervenția misionarilor sub conducerea lui Bernard, abate de Haute-Seille. Acest ultim inchizitor se asociază cu priorul abației de Senones, Hipolyte Bobant, pentru partea muntoasă, pământ de principat.
Printr-un edict datat 12 martie 1625, prinții, uimiți de mulțimea de eretici încă prezenți, interzic exercitarea cultului calvinist, închid templele, alungă pastorii și învățătorii protestanți și ordonă locuitorilor să se instruiască în credința catolică în termen de un an, sub pedeapsa exilului. Rezultatul acestui edict este o migrație destul de importantă a comunității protestante din Badonviller către Sainte-Marie-aux-Mines, teritoriu limitrof ducatului Lorenei, unde domnea toleranța. Registrele de botez ale Bisericii Reformate din Badonviller (din 1567 până în 1624) se găsesc și în prezent la arhivele comunale din Sainte-Marie-aux-Mines. Dar problema rămâne nerezolvată în satele și dependențele fostului comitat, unde cripto-protestanții, din necesitate, nu vor să-și abandoneze bunurile sau averile modeste.

#### Integrarea în Lorena și în regatul Franței
Deși devastat în timpul Războiului de Treizeci de Ani, Badonviller rămâne totuși, cu titlu, capitala indiviză a comitatului loren de Salm și a principatului Salm-Sauvage. Puțini principi de Salm locuiesc acolo mult timp, linia conților loreni fiind reprezentată de acum de ducii de Lorena, iar conții de pe Rin servesc Împăratul la Viena și în dependențele sale. În 1747, administrația silvică din Badonviller depinde de administrația apelor și pădurilor din Saint-Dié.
În 1751 are loc a doua împărțire fără indiviziune, ducatul Lorenei sub egida regatului Franței păstrează Badonviller și cea mai mare parte a fostului comitat pe care ducatul Lorenei îl administra deja la vest de râul Plaine, în schimb, prinții imperiali de Salm-Salm, numiți astfel prin unirea a două ramuri înrudite ale Salmului, își păstrează pământurile și aleg prestigiosul târg Senones ca capitală a principatului lor. Este deja o simplă reședință de vară a prinților germani, conți de pe Rin.
Badonviller, care și-a păstrat totuși prepozitura în iulie 1751 cu titlul învechit și onorific de capitală a comitatului loren de Salm, trece astfel la regatul Franței odată cu anexarea oficială din 1766.

### Epoca contemporană
Comuna Badonviller, de la formarea sa în 1790, este reședința unui canton în districtul Blâmont. Acest canton, care include alte douăsprezece comune, reunește comunele Angomont, Badonviller, Bréménil, Couvay, Fenneviller, Neufmaisons, Neuviller (Neuviller-lez-Badonviller), Pexonne, Pierre-Percée, Saint-Maurice, Sainte-Pôle, Veney și Vacqueville.
În timpul formării arondismentelor, după suprimarea cantoanelor și districtelor în cursul anului VIII (1799-1800), Badonviller rămâne reședința unui canton, în arondismentul Lunéville. Dar după simplificarea consulară din anul X (1801-1802), comuna este pur și simplu inclusă în cantonul Baccarat, care numără 30 de comune și 19770 de locuitori. Moștenirea comitatului de Salm se șterge rapid, până la punctul în care câțiva istorici loreni de la mijlocul secolului al XIX-lea îl descriu în mod eronat ca pe un fief aparținând comitatului de Blâmont, o fundație care provine într-adevăr dintr-o ramură cadetă a primilor Salm.
În timpul războiului din 1870, o coloană prusacă de recunoaștere, comandată de maiorul Elern, în serviciul generalului von Werder, trece prin Saverne și Sarrebourg înainte de a investi Blâmont pe 20 septembrie și de a ocupa Badonviller pe 21 septembrie. Această unitate operațională de efective reduse nu cuprinde decât batalionul al 3-lea al regimentului al 2-lea de Landwehr, întărit cu grenadieri ai gărzii, precum și două plutoane ale regimentului al doilea de husari de rezervă și două piese de artilerie ușoară ale gărzii. Acționează concertat cu o mică coloană din Baden, în coordonare cu postul de la Mutzig. Rolul său este de a forța trecerea punctelor slabe, de a exercita presiune prin simpla sa apariție, fără a accepta lupte reale, și astfel de a obliga inamicul francez să instaleze sau să consolideze fortificații costisitoare. O coloană prusacă continuă a doua zi spre Baccarat, în timp ce Elern își lansează coloana de avangardă din Baden, de 500 de oameni, spre Pierre-Percée și valea Celles. Respinsă și dezorganizată de mobilii batalionului Meurthe, ai comandantului Brisac venit de la Saint-Dié cu o zi înainte, în mișcare în Val de Plaine, la nivelul fabricii de cherestea Lajus până la micul sat Pierre-Percée, pierderea a zeci de oameni obligă coloana din Baden să se retragă spre înălțimi. A doua zi, pe 24 septembrie, maiorul Elern își schimbă strategia de hărțuire, prevede evacuarea Badonvillerului și, primind întăriri de două companii saxone, mărșăluiește spre Montigny, în timp ce o coloană de 600 de oameni pleacă să ocupe Azerailles pe 26 septembrie pentru a securiza în aval sectorul ocupat Baccarat pe Meurthe.
Acest nou canton administrativ cuprinde vasta pădure Élieux, care acoperă 2079 ha, între 300 și 585 de metri altitudine, și este distribuită pe cinci dintre comunele sale, adică, pe lângă Badonvillers, Pierre-Percée, Pexonne, Fenneviller și Sainte-Pôle. Diferite cantoane forestiere ale acestei păduri aparținând statului sunt grevate de drepturi de pășunat odinioară comunitare: La Pile la Badonvillers, Nablote la Pexonne, Allencombe la Fenneviller, l'Effoureux la Sainte-Pôle, La Pierre-à-Cheval la Pierre-Percée. În 1890, recensământul mediu al numărului de specii din această vastă pădure arată 40% brad, 35% fag, 10% pin, 8% stejar, 5% mesteacăn și 2% carpen. Este o pădure înaltă gestionată prin reînsămânțare naturală și rărituri, cu o rotație de exploatare fixată la 144 de ani, în patru perioade de 36 de ani. Pădurea Élieux cuprinde patru serii: La Pile acoperind 613 ha, valea Pierre-Percée 526 ha, bazinul Chararupt 456 ha și bazinul Blette 501 ha. Pentru a îmbunătăți exploatarea forestieră, autoritățile, utilizând o concesiune de toleranță la trecere, au construit o cale ferată îngustă cu tracțiune animală, de la fabrica de cherestea Thiaville la gara Badonviller, traversând pădurea pe 3,2 km. Tăierile principale de regenerare pe cele patru serii totalizează 4094 metri cubi. În trei ani, din 1888 până în 1890, produsul anual mediu al tăierilor din această pădure domanială numără 8801 metri cubi, aducând 109504 F, sumă la care se pot adăuga produsele accesorii în valoare de 1951 F. Închirierea vânătorii pare variabilă: 2030 F în 1889, 1005 F în 1890. Gestionarea pădurii necesită și lucrări, estimate la 2812 F pe an, și mai ales o supraveghere constantă care induce cheltuieli anuale medii de aproximativ 4632 F.

#### Fabrica de faianță

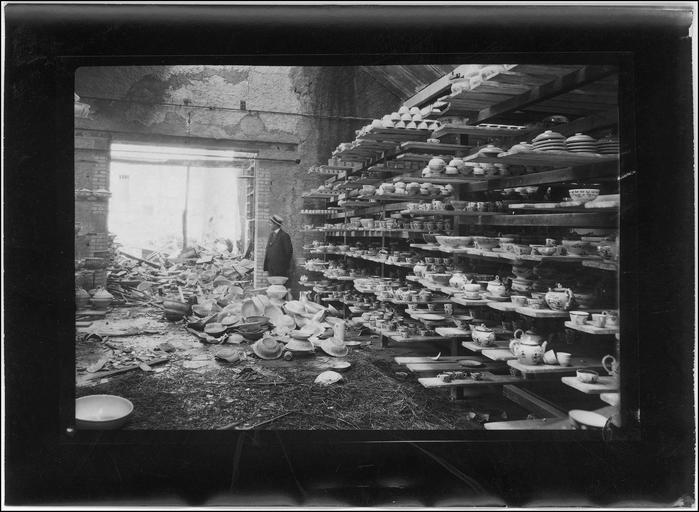
Fabrică de faianță în timpul războiului, în 1915.

Fabricarea faianței la Badonviller începe în 1828, când Nicolas Fenal, agricultor, moștenește o fabrică de faianță la Pexonne (Meurthe-et-Moselle). El preia afacerea și, la moartea sa în 1857, copiii și nepoții îi succed. Unul dintre nepoți, Théophile Fenal, își creează propria manufactură la Badonviller. Fabrica avea atunci peste 300 de muncitori. La Badonviller nu exista nicio materie primă necesară producției de faianță, totul trebuia adus pe loc. Proximitatea pădurilor permitea aprovizionarea cu surse de energie.
În 1905, Théophile Fenal a murit, fiul său Edouard i-a succedat. La apogeu, compania avea 1.000 de angajați. Artiști renumiți, frații Mougin și Géo Condé, au creat obiecte artistice pentru fabrica de faianță.
În 1921, familia Fenal a cumpărat fabricile de faianță din Lunéville și Saint-Clément, care au fost conduse de Edouard Fenal; fabrica de faianță din Badonviller a fost pusă sub conducerea fiului său Bernard, care a condus compania la moartea tatălui său în 1938. Bernard Fenal a murit în timpul celui de-al Doilea Război Mondial, Gilbert Fenal i-a succedat.
Producția de faianță la Badonviller a încetat în 1990.

#### Primul Război Mondial

Statuie sculptată pe 15 februarie 1916.

Orașul a fost incendiat pe 12 august 1914, 85 de case fiind arse de bavarezi în urma rezistenței Batalionului 20 de vânători de munte (BCP) din Baccarat împotriva Regimentului 16 infanterie bavarez. Sătenii sunt acuzați că sunt „francs-tireurs” (luptători neregulați) și zece civili sunt asasinați.
Primarul satului, Joseph Edmond Benoît, a cărui soție se număra printre victime, nu a încetat să se agite toată ziua pentru a acorda ajutor și consolare răniților și familiilor. Pentru conduita sa, Benoît a fost făcut cavaler al Legiunii de Onoare pe 19 iulie 1914 (Journal officiel și Action française din 19 iulie).
În amintirea cuceririi satului, șeful muzicii regimentului bavarez Georg Fürst (de) a scris Badonviller-Marsch (de), marșul Badonvillerului, o piesă de muzică militară care poate fi ascultată și astăzi. Aceasta evidențiază prima victorie germană împotriva francezilor, fără a menționa, evident, atrocitățile care au avut loc în sat. Această muzică va fi preferata lui Adolf Hitler, conform unui articol din Time, unde se poate citi că Hitler își rezerva folosirea acestui marș pentru a-și punctua aparițiile publice.
Lupte importante au avut loc în februarie-martie 1915 la col de la Chapelotte din Angomont; memorialul a fost ridicat la Badonviller.
În 1918, Badonviller a primit titlul de Cité martyre (Oraș martir).

#### Perioada interbelică
Badonviller este una dintre cele 64 de comune franceze decorate cu Legiunea de Onoare prin decretul din 20 aprilie 1929: „Suportând la începutul ostilităților suferințele ocupației și distrugerea sistematică a invadatorului, a știut să păstreze apoi, în timpul numeroaselor bombardamente care s-au succedat până la armistițiu, un curaj stoic în mijlocul privațiunilor de tot felul și al pericolului continuu, dovedind astfel energia indomită a locuitorilor săi și credința lor în victorie.”
Comuna a fost, de asemenea, decorată cu Crucea de Război 1914-1918, acordată prin decretul din 3 iulie 1920.

#### Al Doilea Război Mondial
În 1944, în timpul celui de-al Doilea Război Mondial, orașul, traversat de Schutzwall West (Linia Siegfried), este eliberat pe 17 noiembrie de Divizia a 2-a blindată, sprijinită de o secțiune de tancuri ușoare a locotenentului Jean Davreux, o secțiune de Sherman și câteva halftrack-uri care se îndreaptă apoi spre Strasbourg. Aceste halftrack-uri aparțineau La Nueve, o companie formată din republicani spanioli refugiați în Franța în timpul Retiradei și înrolați în Divizia a 2-a blindată. Eliberarea satului s-a făcut prin lupte stradă cu stradă. Tancul „Le Mort-Homme” (Omul Mort) este oprit în timpul luptelor de la ieșirea din oraș spre Cirey-sur-Vezouze. Locotenent-colonelul Jean Fanneau de la Horie este ucis pe 18 de un fragment de obuz în piept.
Un indicator marchează astăzi această trecere eliberatoare.

#### După 1945
Pe 1 noiembrie 1948, comunei i s-a atribuit Crucea de Război 1939-1945, cu următoarea citație:
„ Orașul Badonviller, decorat cu Legiunea de Onoare și Crucea de Război 1914-1918, pentru energia sa indomită și curajul stoic de care locuitorii au dat dovadă de aceleași virtuți civice, stabilind o rețea de rezistență deosebit de activă.

În ciuda suferințelor ocupației, a deportărilor, inclusiv cea a primarului, domnul Fournier, în prezent consilier al Republicii, a execuției pe teritoriul său a 17 patrioți, a unui bombardament continuu timp de trei săptămâni, populația și-a păstrat calmul, demnitatea și credința în victorie. A reînnoit, de asemenea, frumosul exemplu al virtuților sale patriotice. ”

## Populația și societatea

### Date demografice
Evoluția numărului de locuitori este cunoscută prin recensămintele populației efectuate în comună începând din 1793. Pentru comunele cu mai puțin de 10 000 de locuitori, un recensământ al întregii populații este realizat la fiecare cinci ani, populațiile legale pentru anii intermediari fiind estimate prin interpolare sau extrapolare.
În 2022, comuna număra 1 533 locuitori, în scădere cu -1,35 % față de 2016 (Meurthe-et-Moselle: -0,13 %, Franța fără Mayotte: +2,11 %).
| An        | 1793  | 1806  | 1841  | 1861  | 1876  | 1886  | 1901  | 1921  | 1936  | 1962  | 1982  | 2006  | 2014  | 2022  |
| --------- | ----- | ----- | ----- | ----- | ----- | ----- | ----- | ----- | ----- | ----- | ----- | ----- | ----- | ----- |
| Populație | 1 766 | 1 971 | 2 353 | 2 204 | 1 953 | 1 785 | 1 957 | 1 927 | 2 192 | 2 143 | 1 812 | 1 579 | 1 566 | 1 533 |

## Cultură și patrimoniu

### Locuri și monumente
- Primăria 1811, reconstruită 1924.
- Hoteluri particulare.
- Monumentul Regimentului 358 Infanterie.
- Cimitirul național: 2562 de soldați francezi.
- Fântâni.
- Diverse clădiri vechi din sat.

### Edificii religioase

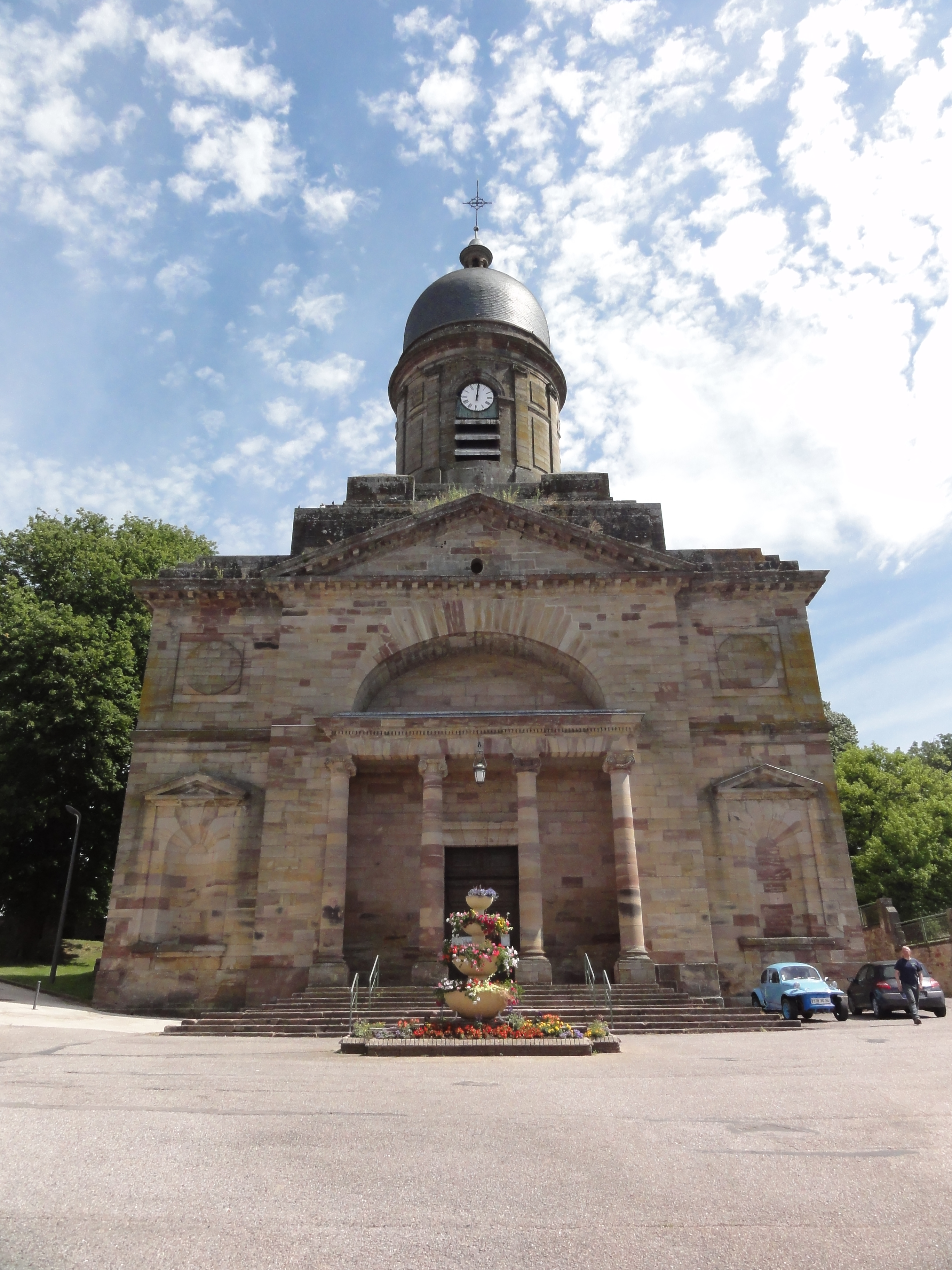
Biserica Saint-Martin.

- Biserica romană Saint-Martin (secolul al XVIII-lea), reconstruită în 1925 în stil neoclasic; este un edificiu clasificat, în totalitate, ca monument istoric printr-un decret din 14 februarie 1921[47][48]. Are particularitatea de a avea o arhitectură cu acoperiș rotund și un carillon care imită cel al Big Ben.
- Capela Fecioarei Maria a Memorialului (avenue Leclerc)[49].
- Capela funerară Fenal[50].
- Capela Cartier-Bresson[51].

### Personalități
- Unul dintre cele mai celebre personaje din Badonviller este astronomul Charles Messier, mare descoperitor de comete și autor al faimosului catalog de obiecte cu aspect nebular care îi poartă numele.
- Léon Marchal s-a născut pe 8 iunie 1900 la Badonviller și a murit pe 24 septembrie 1956 la Strasbourg. A fost un diplomat francez care a ocupat funcția de secretar general al Consiliului Europei din 1953 până la moartea sa.
- Jean-Claude Larchet s-a născut pe 9 august 1949 la Badonviller. Este un patrolog și teolog ortodox francez.